# Didi – Der Doppelgänger
Didi – Der Doppelgänger ist eine deutsche Verwechslungskomödie aus dem Jahr 1984 mit dem Schauspieler, Komiker und Kabarettisten Dieter Hallervorden.

## Handlung
Der millionenschwere Multi-Industrielle, Bauunternehmer und Immobilienspekulant Hans Immer ist ein autoritärer und rabiater Zeitgenosse, der für ein neues Bauvorhaben etliche Häuser abreißen will – darunter die Mietskaserne, in der Bruno Koob seine Kneipe (aus Familienbesitz) betreibt. Koob hat aber nicht vor, diese aufzugeben:

„Dat ist meine Kneipe! Die hat schon meinem Urgroßvater gehört, dann meiner Stiefmutter, dann meinem Halbbruder, dann der Schwester von dem, die hat dann meinen Vater geheiratet, und jetzt gehört se mir. Und dat schon zwölf Jahre – und das bleibt so – einer muss es denen doch zeigen!“

Eines Abends trifft Immers Angestellter Poldi von Pösel in Begleitung von zwei leichten Damen bei einem Beinahe-Verkehrsunfall auf Bruno Koob, der Immer fast bis aufs Haar gleicht und noch „einen trinken“ gehen wollte. Von Pösel ist zunächst verunsichert, lädt aber dann seinen vermeintlichen Chef, den nichtsahnenden Koob, in eine Nachtbar ein. Zwei Schläger, die sich auf Anweisung der Firma Immer an Koobs Fersen geheftet hatten und ihn einschüchtern sollten, demolieren stattdessen dieses Nachtlokal, weil dem vermeintlichen Immer in dem Lokal „zu wenig los“ war; der Inhaber stellt den Schaden von einer Viertelmillion DM Immer in Rechnung. Am Morgen nach dem Skandal wirft der wahre Immer von Pösel aus der Firma und bemerkt Koobs Unterschrift auf der Rechnung. Die Verwechslung nebst anschließender Begegnung führt dazu, dass Immer und Koob feststellen, dass sie einander täuschend ähnlich sehen.
Immer befürchtet, entführt zu werden. Die Polizei kann ihm wegen des bevorstehenden Besuchs des US-Präsidenten keinen Personenschutz bieten. Daher spannt er Koob, der eigentlich sein Kontrahent ist, für seine Zwecke ein. Koob soll für einige Tage als Doppelgänger die berufliche wie private Rolle des Baulöwen übernehmen, während sich der echte Immer mit seiner Geliebten für die Zeit nach Kitzbühel absetzen möchte.
Anfangs findet Koob Gefallen an seiner Rolle und kommt mit den von Immer geprägten Floskeln „Ich brauche mehr Details“, „Das ist nur Ihre Meinung“ und „Schreiben Sie’s auf, ich beschäftige mich später damit“ auch relativ gut über die Runden. Selbst Immers Ehefrau Heidi, die kurz vor der Trennung von ihrem Mann steht, kann er täuschen. Als dann jedoch die Kleinganoven Bazille, Heinrich und Otto auftauchen und Immer, also Koob, entführen wollen, dämmert Koob, warum Immer ihn engagiert hat. Er beschließt, sich zu rächen: Koob lässt den Abriss seines Hauses stoppen und willigt in die Scheidung mit Heidi ein. Als der echte Hans Immer davon erfährt, kehrt er heimlich zurück, um die Sache wieder geradezurücken.
Mit den einander ähnelnden Koob und Immer beginnt nun ein Verwechselspiel: einerseits mit den Gaunern, die ihre Zielperson zwar entführen, am Ende aber im Gefängnis landen, und andererseits mit den Angestellten von Immers Baukonzern. Als Koob letztlich sogar die Konzernführung überzeugen kann, er sei Immer, und diesen damit unter Druck setzt, beschließt der echte Immer, sich zu rächen und eigenhändig Koobs Haus in die Luft zu sprengen. Koob will ihn aufhalten, kann die Explosion aber nicht verhindern. Durch die Detonation verliert der echte Immer sein Gedächtnis und hält sich im Anschluss für Bruno Koob. Dadurch kann der echte Koob nun sein Leben als Hans Immer weiterführen.
Am Ende hat Immer als Bruno Koob die Kneipe wieder eröffnet und zur gewinnbringenden Kette ausgebaut: „Ich betreibe meine Kneipenkette bundesweit.“ Trotz seines Gedächtnisverlusts ist seine Persönlichkeit unverändert und auch einige Details seines alten Lebens scheint er instinktiv übernommen zu haben. So versprüht er noch in den Trümmern der Kneipe sein Raumspray der Marke Immer Grün und schreit gegen Ende des Films die rauchenden Gäste an der Theke an: „Ich hatte Rauchverbot erteilt! Verdammt nochmal!“ Unterdessen führt Koob als Hans Immer die Geschäfte des Konzerns. Er verteilt offenbar wahllos die Aufgabengebiete der leitenden Mitarbeiter neu und ernennt seinen Stellvertreter Poldi von Pösel zum Geschäftsführer, worauf dieser fragt: „Für immer, Herr Immer?“ Er selbst überlegt, ob er nicht (wieder) eine eigene Kneipe aufmachen sollte.

## Drehorte
- Das abzureißende Haus, in dem sich Brunos Sorgenpause befand, war tatsächlich ein Abrissgebäude und befand sich an der Genest- / Ecke Reichartstraße im mittlerweile stark veränderten Gebiet des ehemaligen Nadelöhrs am Sachsendamm. Die Bauarbeiten an der damals in diesem Bereich unterbrochenen Stadtautobahn sind in mehreren Szenen gut erkennbar.
- Die Actionszenen zur Präsidentenparade entstanden vor dem Olympiastadion.
- Weitere Außenaufnahmen entstanden an verschiedenen Orten in West-Berlin wie der Insel Eiswerder.
- Das Bürogebäude der fiktiven Firma Immer International wurde durch den Steglitzer Kreisel dargestellt, Teile der Innenaufnahmen hierzu stammen aus dem ICC.
- Die Flughafen-Szenen entstanden am Flughafen Berlin-Tegel im Nordwesten der Stadt.

## Kritiken
„Gaunerkomödie in Slapstickmanier […] Spaß für Didi-Fans.“

„Nicht sehr einfallsreich und voller Klischees, jedoch von einigem Unterhaltungswert, der fast ausschließlich auf Hallervordens Konto geht.“

Die Filmbewertungsstelle Wiesbaden verlieh der Produktion das Prädikat „wertvoll“.

## Sonstiges
- Der Film wurde nahezu komplett in West-Berlin gedreht. Thematisch spielt er während eines fiktiven Staatsbesuchs des damaligen US-Präsidenten Ronald Reagan. Dieser ist in Archivaufnahmen zu sehen, die in den Film eingefügt wurden, während in anderen Szenen ein Reagan ähnlich sehender Schauspieler als Double einsprang.
- Der Film lief auch unter dem internationalen Titel Nonstop Trouble with My Double.[4]
- In Dietmar Daths Science-Fiction-Roman Pulsarnacht findet sich diese Anspielung: „Shavali kam, einer uralten Tradition gemäß, mithilfe weniger stereotyper Formulierungen wie ‚Ich brauche mehr Details‘, ‚Lad mir das doch als Datei auf den Tlalok, ich beschäftige mich später damit‘ und ‚Das ist nur deine Meinung‘ gut durch ihre Arbeitstage.“[5]
- In der ersten Szene des Kinofilms Bang Boom Bang – Ein todsicheres Ding möchte sich der Protagonist Keek in der Videothek Franky’s Video Power den Film Didi – Der Doppelgänger ausleihen. Der Film ist aber bereits verliehen, und nach einem Gespräch mit der Angestellten stellt sich heraus, dass Keek den Film selbst ausgeliehen hat – schon seit drei Monaten. Als Hommage an den Film wurde Didi – Der Doppelgänger der Geschenkbox von Peter Thorwarths Unna Trilogie (zu der auch Bang Boom Bang gehört) beigelegt.[6]
- In der ZDF-Serie Mein Freund das Ekel ist in der Folge eins der zweiten Staffel, Voll verhintzt, das Zitat „Ich hatte Rauchverbot erteilt“ von Dieter Hallervorden zu hören.

## Filmfehler
- Als Bruno Koob als Hans Immer zum ersten Mal mit dessen Auto ins Bürohaus einfährt, trägt er beim Pförtner bereits die Brille, die ihm Immer aber erst später im Büro gibt.[7]
- Einer der Ganoven am Billardtisch entpackt ein gelbes Bonbon und legt es auf seine Hinterhand; nach dem Kamerawechsel hat es sich schließlich in ein orangefarbenes verwandelt.[7]
- Der Betrag, den Hans Immer beim Verlesen der Rechnung der Orchidee Bar nennt, ist ein anderer als der, den die Geldeintreiber kurze Zeit später bei Bruno Koob nennen (264.327,33 DM). Der Betrag, den Hans Immer vorher nennt, steht auch auf der Rechnung (267.324,33 DM).
- In der Anfangsszene, als der Arzt den Chauffeur auffordert schneller zu fahren, wird dadurch ein Motorradfahrer gerammt, der in eine Art Hafenbecken fährt. Noch während das Motorrad im hohen Bogen ins Wasser fliegt, sieht man am Rand einen Rettungstaucher, der ebenfalls ins Wasser springt.

## DVD und Blu-ray-Veröffentlichung
Der Film erschien am 13. September 2004 auf DVD bzw. am 17. Oktober 2010 auf Blu-ray bei Turbine Medien.